# Falling Skies
Falling Skies è una serie televisiva statunitense di genere fantascientifico creata da Robert Rodat e prodotta da Steven Spielberg, trasmessa tra il 2011 e il 2015.
La prima stagione ha debuttato il 19 giugno 2011 sul canale via cavo TNT ed è composta da dieci episodi. In Italia, la serie viene trasmessa in prima visione sul canale satellitare Fox dal 5 luglio 2011, mentre le prime due stagioni in chiaro sono state trasmesse da Cielo dal 7 maggio 2012.
Dopo essere stata confermata per una seconda stagione (trasmessa dal 17 giugno al 19 agosto 2012), l'11 luglio 2012 la serie è stata rinnovata anche per una terza, trasmessa dal 9 giugno al 4 agosto 2013. Il 2 luglio 2013, la TNT ha dato il via libera ad una quarta stagione di dodici episodi, trasmessa dal 22 giugno al 31 agosto 2014. Il 18 luglio 2014, infine, Falling Skies è stata rinnovata per un'ultima stagione, la quinta, composta da dieci episodi.

## Trama
La Terra è stata invasa da una potente razza aliena, che ha messo in ginocchio l'intero pianeta neutralizzando le apparecchiature elettroniche e sterminando il 90% della popolazione umana. Tom Mason, ex professore di storia all'Università di Boston, fa parte di un gruppo di resistenza nel reggimento Seconda Massachusetts. Gli alieni invasori, chiamati Espheni, sono umanoidi alti il doppio di un uomo ed esili come scheletri. Al loro servizio operano mostruosi esseri detti Skitter, creature molto simili a dei ragni giganti con sei arti inferiori e due superiori. Gli Skitter, controllati dagli Espheni, sono frutto di mutazioni genetiche applicate su razze precedentemente conquistate. Alcuni degli Skitter, comandati da Occhio Rosso, riescono però a ribellarsi al giogo Espheni e si alleano con Tom Mason, ma la loro vita non durerà a lungo. Gli Espheni dispongono inoltre di potenti robot detti Mech, dalla forma bipede e dai micidiali cannoncini laser, ed infine di navicelle volanti dette Beamer.
La Seconda Massachusetts si insedia in una scuola abbandonata allo scopo di difendere i civili, ma i soldati e i combattenti vivono in un incubo senza fine. Nel frattempo gli Skitter catturano giovani terrestri e applicano loro l'"impianto", un dispositivo alieno che li rende schiavi tramite le stesse onde radio che piegano la volontà degli Skitter. La serie si snoda quindi tra continui combattimenti e il terrore provocato dalle micidiali armi aliene. Col passare dei mesi, la resistenza umana si consolida, al punto di assumere una vera e propria veste militare. Ritorna una embrionale organizzazione burocratica precedente l'invasione e Tom Mason, grazie all'arrivo dei Volm, una nuova flotta aliena alleata, viene persino nominato presidente dei nuovi Stati Uniti d'America.
A questo punto i terrestri sembrano sul punto di prevalere, anche perché, grazie ad un'ardita azione militare, riescono a far atterrare la nave madre Volm. Gli alleati alieni subiscono però un duro attacco spaziale e sono costretti ad abbandonare i terrestri al loro destino. Senza i Volm, gli umani vengono completamente soggiogati e chiusi in ghetti colmi di disperazione. Ma lo spirito umano non si arrende, e appare lo Spettro, l'eroe mascherato del ghetto che con la sua moto sfreccia tra gli Skitter. Lo Spettro è di nuovo Tom Mason che, grazie all'aiuto di Cochise, il suo migliore amico Volm, e dei combattenti superstiti della ricostituita Seconda Massachusetts, riesce a far fuggire i suoi compagni. A seguito della caduta di un Beamer, gli umani se ne impossessano e nasce il piano d'attacco lunare che porterà Tom e Lexi a diretto contatto con il comandante Espheni. Nell'ultima stagione Tom riceve aiuto dai Dornia, la razza che gli Espheni hanno trasformato negli Skitter. Ma se gli Espheni stanno perdendo il controllo del pianeta, i conflitti umani, a causa del logoramento psicofisico della guerra, rischiano di distruggere i nostri eroi. E infatti sarà Pope a diventare la minaccia peggiore per i Mason.

## Episodi
| Stagione         | Episodi | Prima TV USA | Prima TV Italia |
| ---------------- | ------- | ------------ | --------------- |
| Prima stagione   | 10      | 2011         | 2011            |
| Seconda stagione | 10      | 2012         | 2012            |
| Terza stagione   | 10      | 2013         | 2016            |
| Quarta stagione  | 12      | 2014         | 2016            |
| Quinta stagione  | 10      | 2015         | 2016            |

## Personaggi e interpreti

### Personaggi principali
- Tom Mason (stagione 1-5), interpretato da Noah Wyle, doppiato da Alessio Cigliano.
È un ex professore di storia alla Boston University che, data la situazione, si improvvisa capo di un gruppo della resistenza del secondo reggimento Massachusetts.
- Anne Glass (stagione 1-5), interpretata da Moon Bloodgood, doppiata da Antonella Baldini.
Prima dell'arrivo degli alieni era una pediatra che però, ora, si ritrova ad essere il medico per ogni evenienza, costretta ad ampliare anche le sue conoscenze mediche. Si lega sentimentalmente a Tom Mason.
- Hal Mason (stagione 1-5), interpretato da Drew Roy, doppiato da David Chevalier.
È il figlio maggiore di Tom che, con lui, fa parte della resistenza e ben presto diventa uno dei combattenti più esperti. Come il fratello Ben, anche Hal sarà preso di mira dai parassiti alieni. Dopo essere stato il fidanzato di Karen, si lega a Maggie, ma Karen continuerà ad interferire nella loro vita.
- Dan Weaver (stagione 1-5), interpretato da Will Patton, doppiato da Luca Biagini.
È un ex colonnello dell'esercito, comandante del secondo reggimento Massachusetts. Inizialmente il suo rapporto con Tom è molto difficile, ma in seguito i due diventano ottimi amici.
- Matthew "Matt" Mason (stagione 1-5), interpretato da Maxim Knight, doppiato da Federico Bebi (stagioni 1, 2, 4 e 5) e da Leonardo Della Bianca (stagione 3).
È il figlio minore di Tom, quello che più risente della situazione creatasi dopo l'invasione aliena. Da piccola mascotte diventa, crescendo, un valido combattente.
- Margaret "Maggie" May (stagione 1-5), interpretata da Sarah Sanguin Carter, doppiata da Laura Facchin (stagioni 1 e 2), e da Chiara Gioncardi (stagioni 3, 4 e 5).
È una ragazza che inizialmente era succube del gruppo di Pope ma, dopo essere riuscita a ribellarsi, si integra al campo e lavora nel gruppo di Tom. Coraggiosa e combattiva, ben presto intensifica il rapporto con Hal, diventandone la compagna. A causa di un incidente rimarrà paralizzata, ma verrà guarita grazie agli "spuntoni" donatigli da Ben, che le forniranno una forza ed agilità sovraumane.
- Ben Mason (stagione 1-5), interpretato da Connor Jessup, doppiato da Davide Perino.
È il figlio di Tom che è stato rapito dagli alieni e reso schiavo. Il ragazzo verrà in seguito liberato, ma continuerà a risentire degli effetti dell'impianto innestatogli dagli alieni.
- Lourdes Delgado (stagioni 1-4), interpretata da Seychelle Gabriel, doppiata da Veronica Puccio.
È una ragazza del gruppo che, essendo prima dell'invasione studentessa di medicina, aiutava spesso Anne nel suo lavoro. Col passare del tempo diventerà un'abile dottoressa, caratterizzata da una salda fede in Dio che spesso sembra andare in contrasto con il suo lavoro.
- John Pope (stagione 1-5), interpretato da Colin Cunningham, doppiato da Massimo Lodolo.
È il capo di un gruppo di sciacalli, detti Berserker. Pope prima diventa ostaggio del campo di Weaver per poi lavorare con loro, ma decide di fuggire. Tornerà più tardi, non di sua volontà, bensì dopo aver aiutato i ragazzi a salvarsi dagli alieni. Rivelatosi un ottimo combattente, resterà sempre al fianco di Mason e Weaver, con il quale però continuerà a mantenere un rapporto conflittuale.
- Anthony (stagione 1-5), interpretato da Mpho Koaho, doppiato da Daniele Raffaeli
Ex poliziotto, fa solitamente parte del gruppo di incursione di Tom assieme a Dai, Click (ucciso dai compari di Pope) e Jimmy. Viene ferito gravemente durante l'assedio alla struttura aliena, ma tratto in salvo da Pope e Tom. Non ha un buon rapporto con Pope e spesso lo chiama "detenuto". Nella terza stagione viene incaricato dell'indagine sull'omicidio Manchester, mentre nella quarta aiuta Anne a ritrovare la figlia. Innamoratosi di Denny, la perde tragicamente all'inizio della quinta stagione. Da qui i suoi rapporti con i Mason e Weaver degenerano e si allea con Pope contro di loro.
- Karen Nadler (stagioni 1-3, con un cameo nella 4), interpretata da Jessy Schram, doppiata da Valentina Favazza.
Era la ragazza di Hal e, come lui, fa parte della resistenza. Viene catturata ed impiantata dagli alieni durante una missione. Successivamente diventa uno degli strumenti più utilizzati dagli alieni per carpire segreti dagli umani e comunicare con loro. Durante la terza stagione si scopre che, in seguito alla morte del precedente padrone, è diventata capo delle operazioni sulla costa orientale.
- Cochise (stagioni 3-5), interpretato da Doug Jones, doppiato da Mario Bombardieri.
È il nome dato al comandante della forza d'incursione Volm alleata agli umani. Durante questo periodo lui e Tom diventeranno molto amici. Il suo vero nome è Chichauk Il'sichninch Cha'tichol. Nell'ottavo episodio della terza stagione, l'attore Doug Jones appare al naturale nel ruolo di un professore, e senza il trucco Volm. Cochise è il figlio del comandante della flotta Volm.
- Alexis Glass-Mason (stagioni 3-5), interpretata da Erika Forest (stagioni 3-4) e Scarlett Byrne (stagione 4 e 5, doppiata da Valentina Stredini).
È la figlia di Tom e Anne. Il suo corpo contiene DNA alieno, che causerà diversi inspiegabili effetti collaterali, tra cui una crescita incredibilmente veloce (ad un anno, infatti, Lexi ha l'aspetto di un'adolescente) e la possibilità di controllare la materia con la sola forza del pensiero. Proprio per questa, Lexi viene venerata da parte del gruppo, come una sorta di divinità, mentre viene temuta da altri.

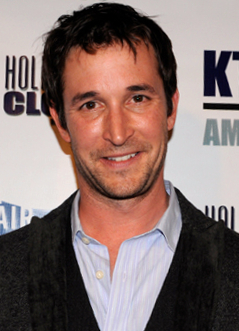
Noah Wyle interpreta Tom Mason
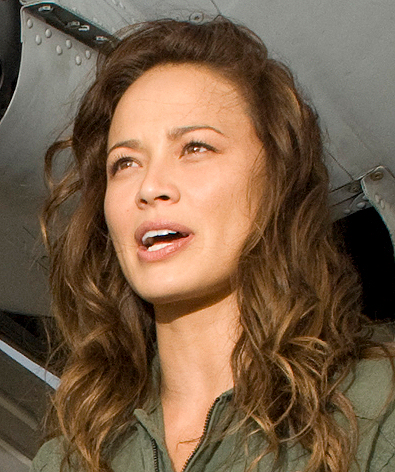
Moon Bloodgood interpreta Anne Glass
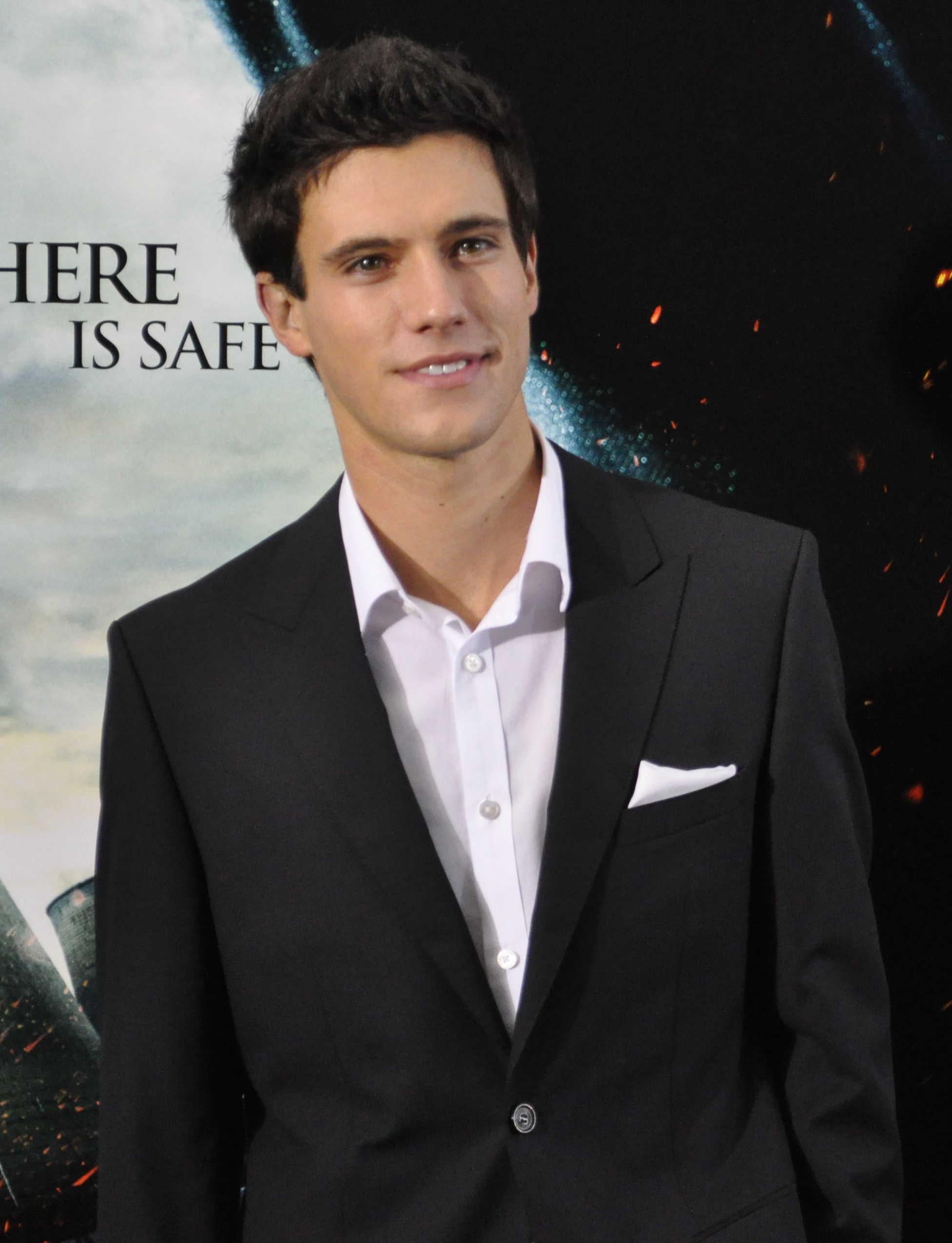
Drew Roy interpreta Hal Mason
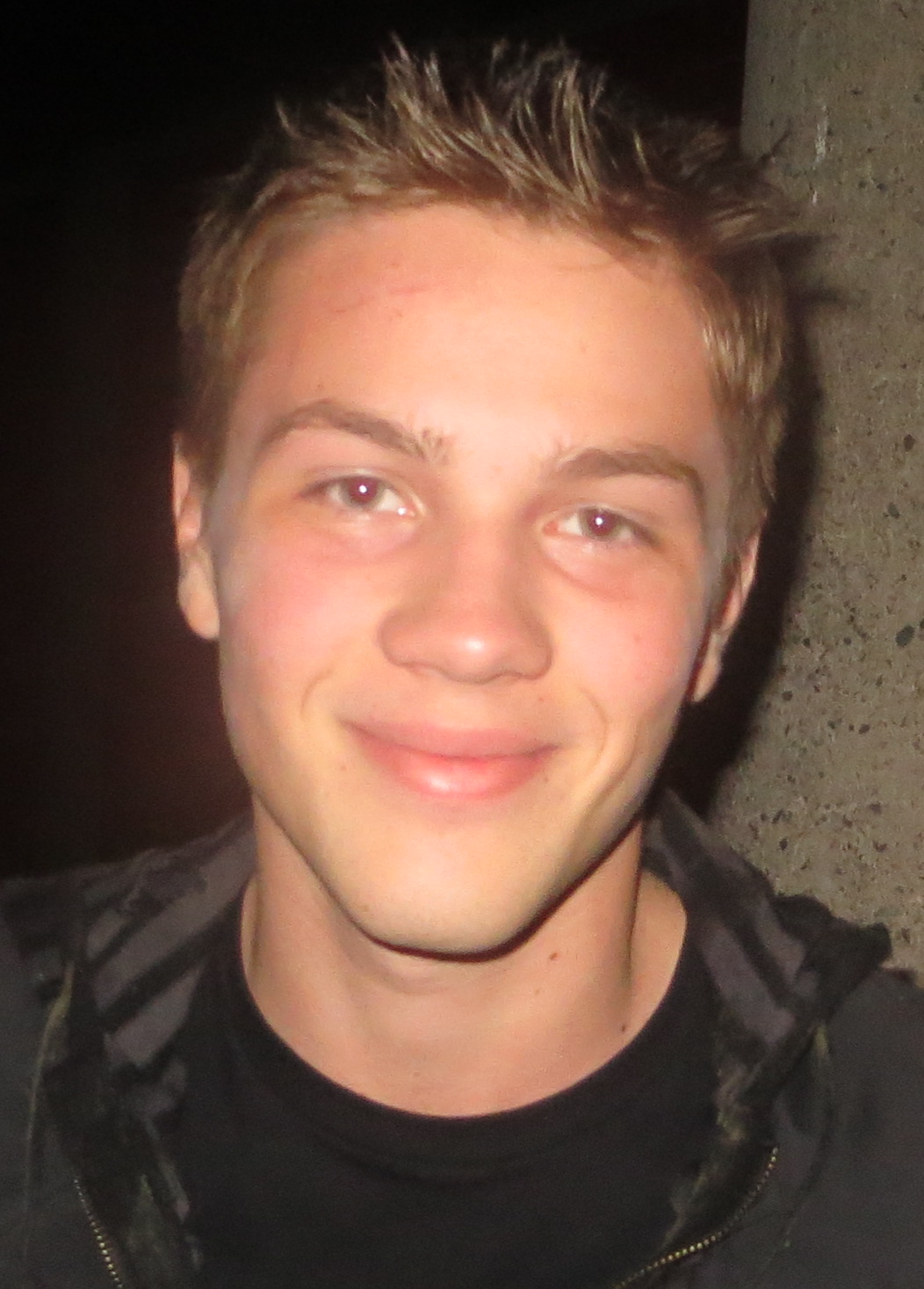
Connor Jessup interpreta Ben Mason
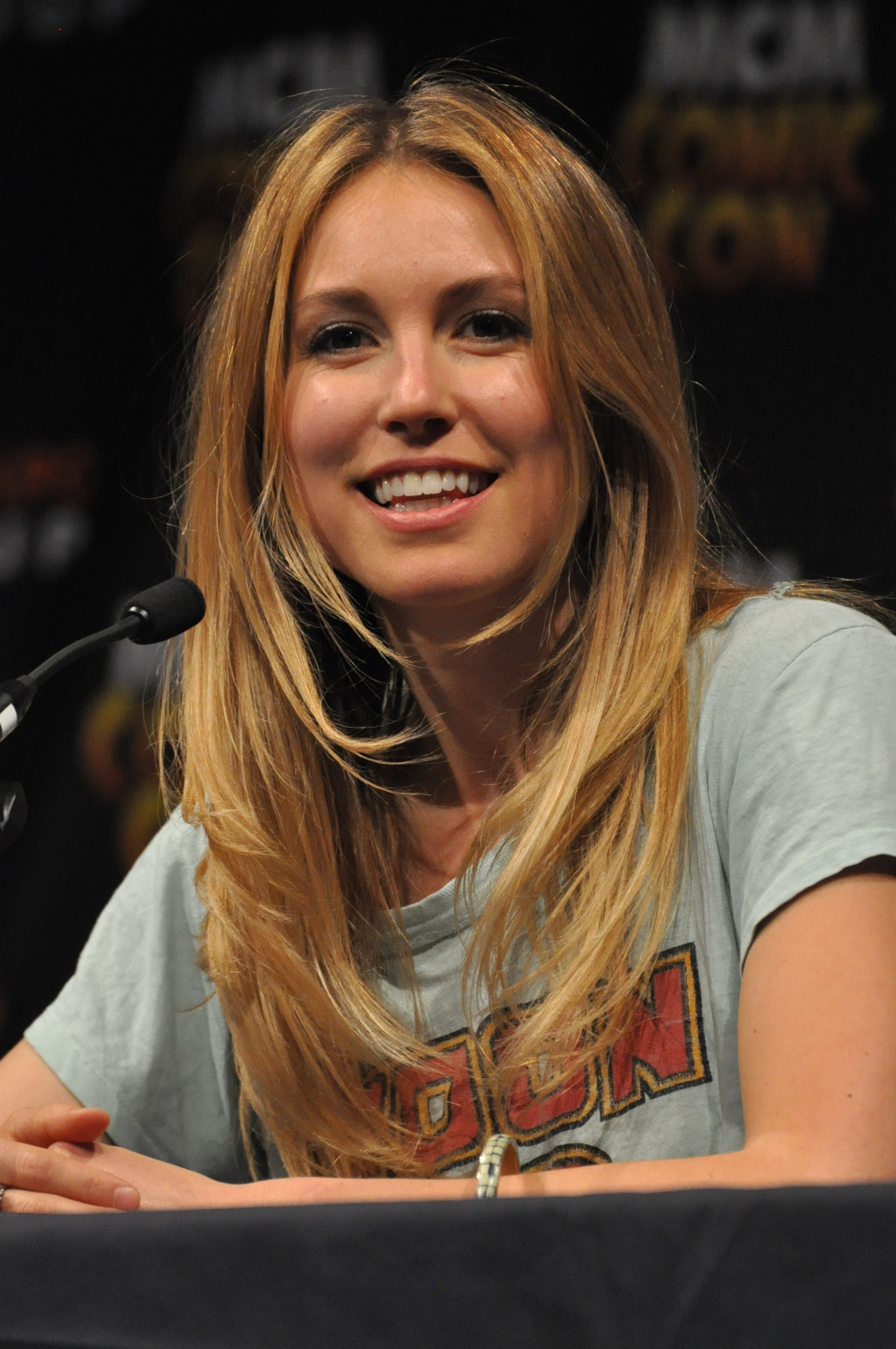
Sarah Carter interpreta Maggie
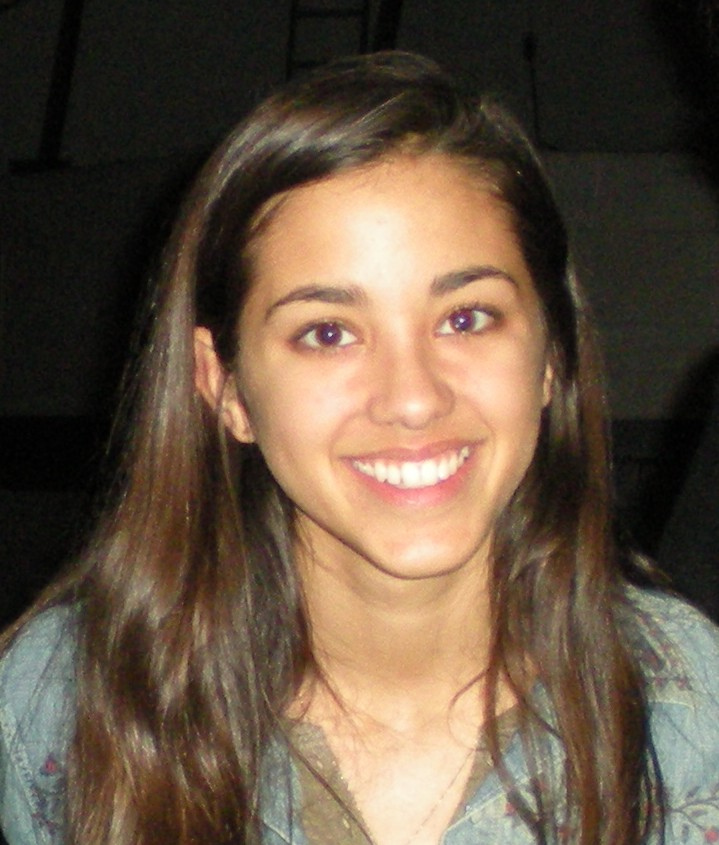
Seychelle Gabriel interpreta Lourdes
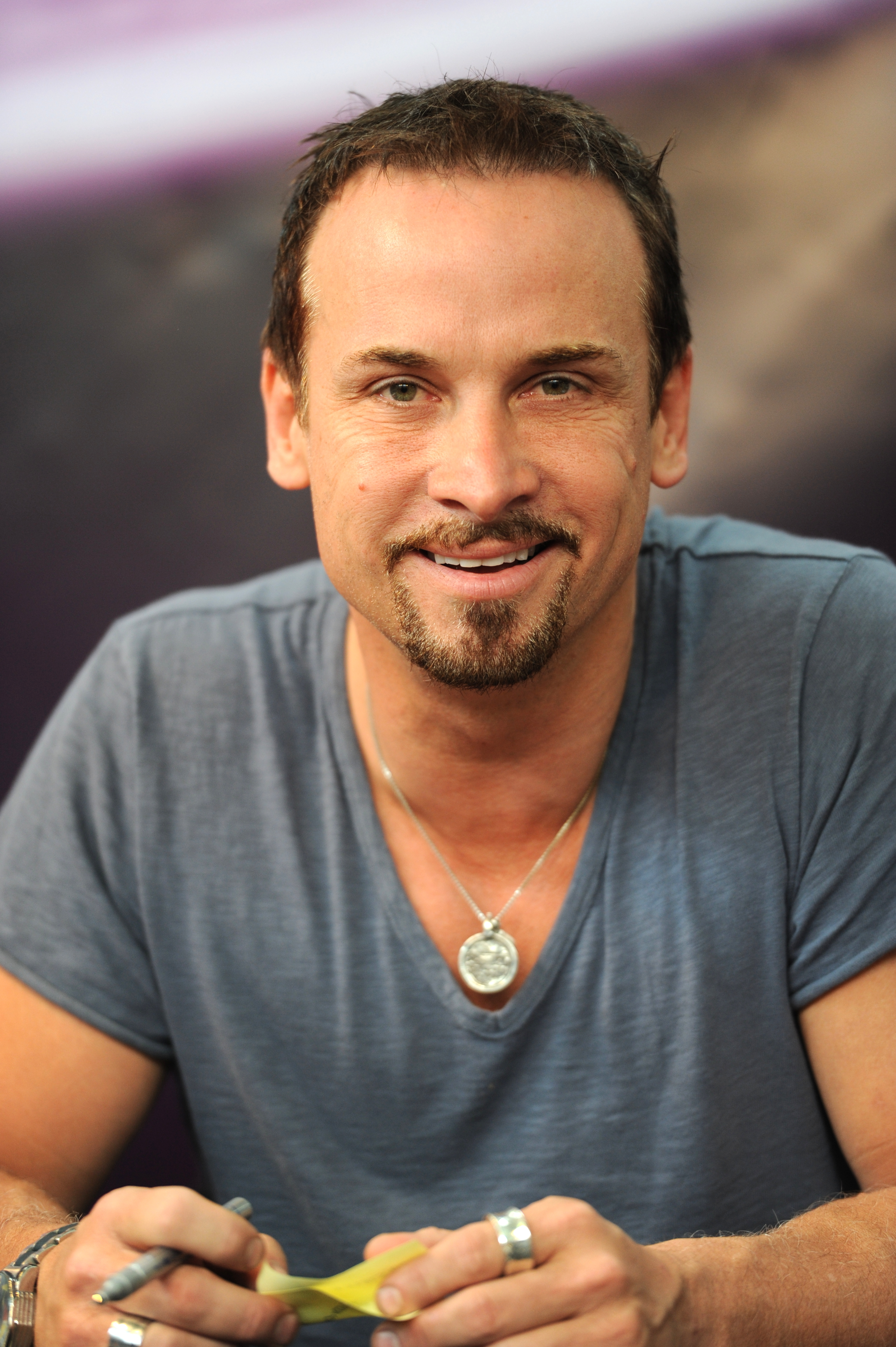
Colin Cunningham interpreta John Pope
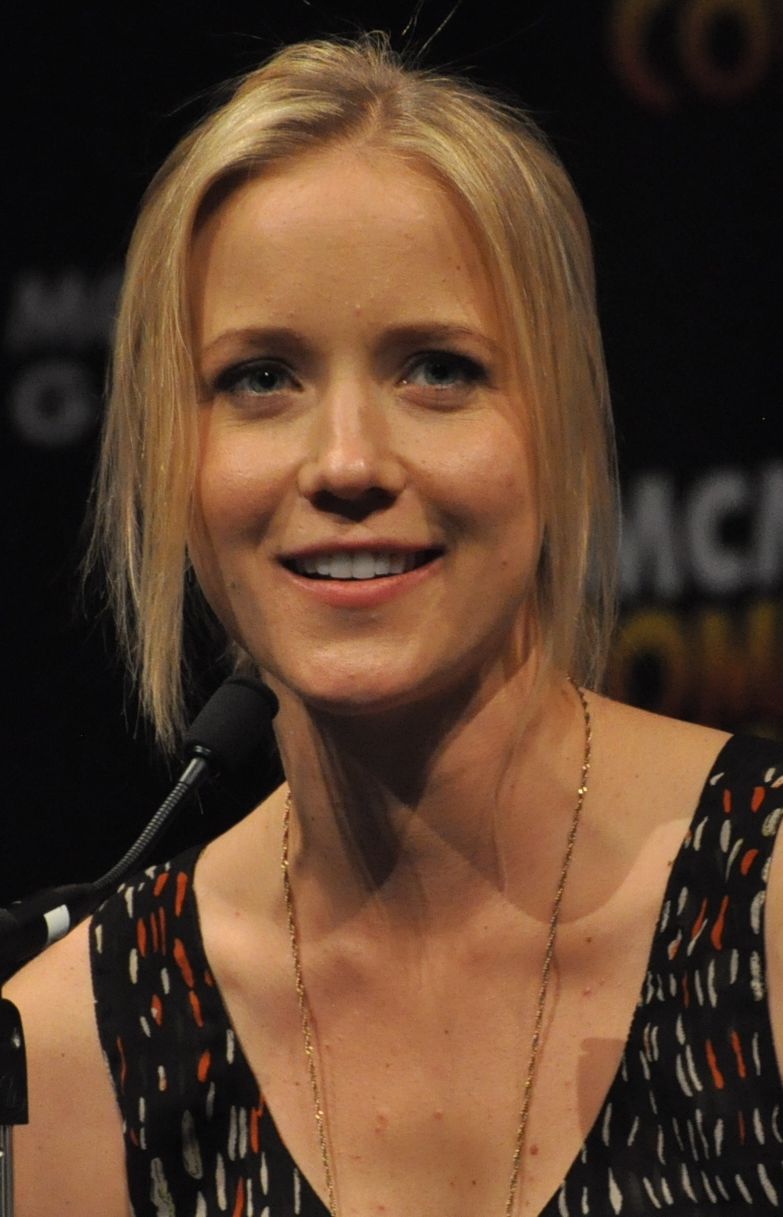
Jessy Schram interpreta Karen Nadler

### Personaggi ricorrenti

#### Introdotti nella stagione 1
- Colonnello Jim Porter (stagioni 1-3), interpretato da Dale Dye, doppiato da Dario De Grassi (stagione 1) e da Luciano De Ambrosis (stagioni 2 e 3).
È il leader della resistenza contro gli alieni a Boston. In seguito arriva a Charleston e continuerà a guidare operazioni militari. Dalla quarta stagione, con la riduzione in schiavitù degli umani nei ghetti e la loro trasformazione in calabroni, possiamo supporre che il Colonnello sia deceduto.
- Dai (stagioni 1-2), interpretato da Peter Shinkoda, doppiato da Gianluca Solombrino.
È un combattente molto capace del secondo Massachusetts. Muore alla fine della seconda stagione durante l'attacco all'arma degli alieni. L'attore Peter Shinkoda effettua un cameo nell'ottavo episodio della terza serie, non nel ruolo di Dai, ma pur sempre richiamando alla mente di Tom, sottoposto ad un terribile condizionamento, l'immagine dell'amico ucciso.
- Rick Thompson (stagioni 1-2), interpretato da Daniyah Ysrayl, doppiato da Flavio Aquilone.
È il figlio di Mike. Verrà liberato insieme a Ben, ma soffrirà più di lui per essere stato soggiogato per più tempo. Durante la mancanza di Tom se ne andrà dal gruppo, per poi tornare come portavoce degli Skitter ribelli. Verrà ucciso per errore da Boon nel tentativo di difendere il capo degli Skitter ribelli.
- Jimmy Boland (stagioni 1-2), interpretato da Dylan Authors, doppiato da Manuel Meli.
È un ragazzo di 13 anni e il combattente più giovane del secondo Massachusetts. Morirà durante una missione di perlustrazione ucciso da uno Skitter.
- Skitter con l'occhio rosso (stagione 1-2) interpretato da Keith Arbuthnof.
É uno skitter che si trova sulla nave del comandante espheni durante la prigionia di Tom Mason. Scorta Tom insieme a Karen Nadler dagli espheni per discutere della resa dell'umanità. Ma Tom rifiuta di arrendersi, ruba l'arma al comandante espheni e lo uccide. Quando Tom viene liberato insieme agli altri prigionieri, lo skitter ordina a un mech di uccidere tutte le persone presenti tranne Tom. In seguito compare nell'episodio "Ci riuniremo al fiume?", leggermente ferito dall'esplosione sul ponte, vicino alla Seconda Massachusetts. Ben e Jimmy lo incontrano da soli durante una caccia notturna agli skitter. L'alieno con l'occhio rosso si difende, attaccando i due e ferendo gravemente Jimmy che poi muore per le ferite. In un'altra occasione lo skitter si mostra a Ben quando il ragazzo è da solo nel bosco e gli spuntoni di Ben iniziano a brillare per ragioni sconosciute. Nell'episodio "Amore e altri atti di coraggio", accompagna Rick dalla Seconda Massachusetts. Usando Rick come tramite, l'alieno racconta a Tom Mason di come gli espheni abbiano invaso il suo pianeta natale, trasformando lui e la sua gente in skitter e che lui è il capo di un gruppo di skitter che resiste agli Espheni. Inoltre offre a Tom Mason la possibilità di formare un'alleanza tra gli umani e la fazione ribelle degli Skitter. In seguito fugge dalla base dopo che il capitano Daniel Weaver cerca di farlo uccidere a causa dell'intervento di Rick.
- Zio Scott (stagione 1), interpretato da Bruce Gray, doppiato da Carlo Reali.
È lo zio di Anne che insegna biologia ai ragazzi del campo. Durante la seconda stagione si viene a sapere che è morto durante un attacco nemico.
- Mike Thompson (stagione 1), interpretato da Martin Roach, doppiato da Alberto Angrisano.
È un soldato nel reggimento di Weaver che combatte alla ricerca di suo figlio, reso schiavo dagli alieni. Si sacrifica durante una missione rimanendo indietro per permettere agli altri di fuggire.
- Dr. Michael Harris (stagione 1), interpretato da Steven Weber, doppiato da Sergio Lucchetti.
È un dottore giunto in aiuto al campo per liberare i ragazzi dagli impianti. Sarà imprigionato e ucciso da un alieno per scopi di studio.

#### Introdotti nella stagione 2
- Boon (stagione 2), interpretato da Billy Wickman.
È uno dei Berserker, gli ex compari di Pope arruolati nel secondo Massachusetts, ed è molto amico di Tector. Morirà durante una missione di esplorazione dopo essere stato catturato dagli alieni.
- Diego (stagioni 2-3), interpretato da Hector Bucio, doppiato da Massimo Triggiani.
È il fidanzato di Jeanne.
- Jamil Dexter (stagione 2), interpretato da Brandon Jay McLaren, doppiato da Andrea Mete.
È il meccanico della Seconda Massachusetts, legato sentimentalmente a Lourdes. Morirà durante l'assedio all'ospedale ucciso da alcuni ragni giganti.
- Tector Murphy (stagioni 2-4), interpretato da Ryan Robbins, doppiato da Andrea Lopez.
È uno dei Berserker, gli ex compari di Pope arruolati nel secondo Massachusetts. Prima dell'invasione era un sergente d'artiglieria del corpo dei Marine ed è un abile tiratore. Si sacrifica al posto di Tom durante la quarta stagione, facendosi esplodere contro il nemico.
- Lyle (stagioni 2-4), interpretato da Brad Kelly, doppiato da Marco Fumarola.
È il braccio destro di Pope e uno dei Berserker, ex banditi arruolati nel secondo Massachusetts. Viene disintegrato da un muro di contenimento all'inizio della quarta stagione.
- Lee Tedeschi (stagione 2-3), interpretata da Luciana Carro, doppiata da Vanina Marini.
Soprannominata Crazy Lee, è una dei Berserker, gli ex compari di Pope arruolati nel secondo Massachusetts. Pare essere l'unica donna a farne parte. Colpita da un cecchino, cade su una trave d'acciaio che le causa in seguito la morte.
- Arthur Manchester (stagioni 2-3), interpretato da Terry O'Quinn, doppiato da Rodolfo Bianchi.
È il "leader di maggioranza" di Charleston, la capitale dei Nuovi Stati Uniti, ed è l'ex insegnante di Tom. In seguito diventa vicepresidente dei Nuovi Stati Uniti, ma viene ucciso da un traditore controllato dagli Espheni.
- Generale Cole Bressler (stagioni 2-3), interpretato da Matt Frewer, doppiato da Sandro Iovino.
È il militare di grado più alto al comando dei soldati presenti a Charleston. Morirà in seguito ad un incidente aereo.
- Jeanne Weaver (stagioni 2-4), interpretata da Laci J Mailey, doppiata da Erica Necci.
È la figlia del Capitano Weaver. Inizialmente, dopo essersi ritrovata col padre, deciderà di rimanere con il suo gruppo e col fidanzato Diego. In seguito, dopo che il suo gruppo viene attaccato e sparpagliato, decide di recarsi a Charleston per rincontrare il genitore. Durante la terza stagione resta vicino al padre e con lui libera Diego, che nel frattempo è stato impiantato dagli alieni. A quanto pare il recupero di Diego non è ottimale, in quanto Jeanne resta vicino al padre, ma nella quarta stagione viene separata da lui e trasformata in un'orrenda creatura, che Dan vede morire a causa di uno Skitter.

#### Introdotti nella stagione 3
- Denny (stagioni 3-5), interpretata da Megan Danso, doppiata da Eva Padoan.
È una ragazza che, come Ben, è stata de-innestata e risente ancora degli effetti collaterali. Nella quarta stagione, dopo aver combattuto al fianco di Anne, cade in un'imboscata e si teme sia stata tramutata in skitter insieme al resto della pattuglia. Nella prima puntata della quinta stagione scopriamo invece che è fuggita e si è riunita al gruppo, ma viene brutalmente assassinata dagli skitter in una scuola.
- Gerald Donovan (stagione 3), interpretato da Michael Hogan, doppiato da Daniele Valenti.
Ufficiale a livello di comando, anche lui agisce direttamente agli ordini del presidente Hathaway. Dalla quarta stagione, con la riduzione in schiavitù degli umani nei ghetti e la loro trasformazione in calabroni, possiamo supporre che Donovan sia deceduto.
- Katherine Fisher (stagione 3), interpretata da Luvia Petersen, doppiata da Gilberta Crispino.
Primo tenente delle forze militari americane, agisce direttamente agli ordini del presidente Hathaway. Suo è il proiettile che colpisce Crazy Lee. Dalla quarta stagione, con la riduzione in schiavitù degli umani nei ghetti e la loro trasformazione in calabroni, possiamo supporre che la militare sia deceduta.
- Lars (stagione 3), interpretato da Jared Keeso, doppiato da Michele D'Anca.
- Marina Peralta (stagione 3), interpretata da Gloria Reuben, doppiata da Laura Romano.
È l'attuale presidente dei Nuovi Stati Uniti, succeduta a Tom dopo le sue dimissioni. Prima della guerra era l'assistente del senatore Jim Webb. Dalla quarta stagione, con la riduzione in schiavitù degli umani nei ghetti e la loro trasformazione in calabroni, possiamo supporre che la donna sia deceduta.
- Roger Kadar (stagioni 3-4), interpretato da Robert Sean Leonard, doppiato da Vladimiro Conti.
È un ex fisico nucleare, affetto da agorafobia, che vive sotto Charleston e si occupa di fornire l'energia alla città. In seguito le sue conoscenze diverranno utili in diverse occasioni e si preoccuperà di monitorare la biologia di Lexi. Durante un attacco Espheni viene però colpito e ucciso da una grossa scheggia di vetro.
- Benjamin Hathaway (stagione 3), interpretato da Stephen Collins, doppiato da Mario Cordova.
È l'ultimo presidente degli Stati Uniti prima dell'invasione. Morirà ucciso dalla talpa degli Espheni, mentre era ricoverato a Charleston.
- Waschak-cha'ab (stagioni 3-5), interpretato da John H. Mayer, doppiato da Dario Penne.
Una creatura aliena, padre di Cochise e comandante della flotta Volm, non ama contatti troppo stretti con gli umani e li considera una causa persa. Dopo essere atterrato sulla Terra nell'ultimo episodio della terza stagione, si dirige nello spazio in aiuto della propria gente. Alla fine della quarta stagione però, torna ad aiutare Tom. Nel quarto episodio dell'ultima stagione si sacrifica sul tavolo operatorio per permettere a Cochise di sopravvivere.

#### Introdotti nella stagione 4
- Scorch (stagione 4), interpretato da Mark Gibbon (solo voce, doppiato da Saverio Indrio).
È un guerriero espheni ustionato gravemente da Tom Mason con un lanciafiamme, un supremo crudele e vendicativo. É il guardiano della prigione che sovrintende al ghetto espheni di Charleston, nella Carolina del Sud. All'inizio della quarta stagione, ha un particolare interesse per Tom a causa delle sue attività di "fantasma". 
A differenza della maggior parte degli espheni, Scorch indossa una specie di armatura personale e sembra possedere rughe, il che implica una possibile vecchiaia dei supremi. 
Supervisiona anche il nuovo progetto che comporta la mutazione di massa di adulti umani in skitter umanoidi. Dopo la stabilizzazione dei ghetti, si vede Scorch che osserva un graffito umano con l'immagine del vigilante, il Fantasma (Tom Mason), sul muro. Quindi invia un messaggio che chiede agli umani di catturare il vigilante, avvertendo che in caso di inganno, gli umani nel ghetto saranno completamente sterminati. 
In " L'occhio", Scorch e Tom parlano a bordo della nave di Scorch, dove rivela l'esistenza del Grande Nemico a Tom e gli chiede di cooperare con gli espheni affinché la sua famiglia venga risparmiata dalle mutazioni. 
In seguito, Tom incontra Scorch e usa un lanciafiamme per sciogliere metà del volto di Scorch, dandogli le sue cicatrici caratteristiche. Questo torto fa sì che Scorch abbia un desiderio di vendetta personale contro Tom per il resto della stagione dopo che quest'ultimo e la Seconda Massachusetts fuggono dal ghetto. 
Scorch partecipa personalmente e comanda un grande attacco espheni alla roccaforte della Seconda Massachusetts a Chinatown, portando la Seconda Massachusetts a ridursi a quasi un quarto delle sue dimensioni originali all'inizio della stagione. 
Porta avanti uno sporco piano di controllo psicologico su Lexi, in collaborazione con suo fratello, il Monaco, con cui è in contatto mentale. Alla fine viene ucciso da Tom, usando un veleno sintetico Volm durante una missione di Tom e Lexi.
- Il Monaco (stagione 4), interpretato da Robert Clotworthy, doppiato da Luca Ghillino.
Sembra essere l'equivalente espheni di uno scienziato ed è il fratello di Scorch. Ha un guardaroba sensibilmente diverso dai guerrieri espheni. Indossa una specie di tunica simile a quella indossata da un monaco. 
Alexis lo ha chiamato suo "padre" (Espheni), il che si correla a un flashback in cui è collegato ad Anna, in Lexi, con un cordone ombelicale alieno. 
Con l'aiuto di Karen, il Monaco ha innestato nell'embrione il proprio DNA alieno, causando la "diversità" di Lexi, che manipola per trasformarla in un'arma. In una scena in cui comunica con Scorch attraverso una "gemma del fuoco", è contento dello sviluppo di Alexis come arma di grande potenza. 
Quando suo fratello gli dà l'ordine di terminare la ragazza per impedirle di disertare e aiutare gli umani, Lexi, che li ha spiati, lo uccide, disintegrandolo a livello molecolare.
- Kent Matthews (stagione 4), interpretato da Dakota Daulby, doppiato da Niccolò Guidi.
Caposquadra del campo di rieducazione in cui viene tenuto prigioniero Matt, ha imboccato una strada senza uscita quando ha consegnato la madre agli espheni. Viene ucciso da Tom durante uno scontro a fuoco.
- Dingaan Botha (stagioni 4-5), interpretato da Treva Etienne, doppiato da Stefano Mondini.
Un ex elettricista sudafricano che si unisce alla squadra di Mason, dando prova di conoscenze nel suo campo. Sarà lui a studiare il funzionamento del beamer che dovrà alzarsi in volo per la missione sulla Luna.
- Shaq (stagioni 4-5), interpretato da John DeSantis, doppiato da Achille D'Aniello.
Un volm che combatte nelle file di Cochise. Il suo nome completo è Shak-Chic Il She- Shesash e come la maggior parte dei Volm non ha un grande senso dell'umorismo e non capisce le tradizioni degli umani. È il secondo in comando della squadra di Cochise.
- Alex (stagione 4), interpretato da Michael Antonakos, doppiato da Francesco Nicolai.
Un prigioniero del ghetto espheni di Charleston, fedele solo a se stesso, come dimostra quando attacca John Pope e Daniel Weaver.
- Vagrant (stagione 4), interpretato da Bruce Crawford, doppiato da Stefano Valli.
Un prigioniero del ghetto espheni di Charleston che viene preso da un calabrone nero, mentre stava facendo del male a una donna.
- Mira (stagione 4), interpretata da Desiree Ross, doppiata da Sara Imbriani.
Una ragazza ribelle che Matt conosce al campo rieducativo comandato da Kent. Matt le si affeziona in quanto Mira odia gli alieni, ma dopo un terribile periodo in cui resta da sola al campo, viene impiantata e soggiogata definitivamente dagli Espheni, al punto che diventa il braccio destro del comandante nemico, sulla base lunare, dove, assieme a lui e Alexis, trova la morte.
- Skip (stagione 4), interpretato da Matreya Scarrwener, doppiato da Matteo Grassi.
Un ragazzo ribelle che Matt conosce al campo rieducativo comandato da Kent. Amico fidato di Matt Mason che pianifica di ribellarsi ai capi del campo, tuttavia ora si presume che abbia subito un lavaggio del cervello.
- Sheila (stagione 4), interpretata da Joshua J Ballard, doppiata da Benedetta Gravina.
Una ragazza ribelle che Matt conosce al campo rieducativo comandato da Kent. Dopo essersi "diplomata", cattura sua madre, suo padre e il loro gruppo.
- Sara (stagione 4-5), interpretata da Mira Sorvino e doppiata da Claudia Catani.
Era una sopravvissuta solitaria, prima che John Pope si imbattesse in casa sua, in cerca di carburante, e la portasse alla Seconda Massachusetts. Sara e Pope discutono della sua dipendenza da narcotici che la fa andar via, tuttavia torna a salvare Dingaan e Pope. Inizia presto una relazione romantica con John Pope. Sara viene uccisa durante una missione di esplorazione, quando i wasper divorano la carne delle sue gambe.

#### Introdotti nella stagione 5
- Membro dei berserker (stagione 5), interpretato da Nico Amoroso.
Era un combattente nel 2º Reggimento della Milizia del Massachusetts. È un amico intimo di Zack.
- Russell (stagione 5), interpretato da Al Dales, doppiato da Stefano Starna.
Era un civile nel 2º Reggimento della Milizia del Massachusetts. Per colpa della fame addenta un pezzo di Skitter per mangiarlo, ma inizia a vomitare, il sangue inizia a fuoriuscirgli dalla bocca e alla fine la mascella gli cade come se un acido gli avesse corroso la bocca dall'interno.
- Scotty (stagione 5), interpretato da Rob Hayter.
Era un combattente nel 2º Reggimento della Milizia del Massachusetts. Per distruggere una capsula di salvataggio di un supremo, porta la bomba li vicino, ma viene rapidamente circondato dagli skitter.
- Ryan (stagione 5), interpretato da Chris McNally, doppiato da Antonio Pizzuto.
Era un combattente nel 2º Reggimento della Milizia del Massachusetts. Viene reclutato da Tom Mason per scovare una stazione di polizia nelle vicinanze. Ryan accetta di venire. Dopo essere arrivato alla stazione di polizia, Ryan cerca nella zona e taglia la catena di un capannone, rivelando serbatoi di gas pieni, e poi chiama Tom. Dopo, taglia la catena alla stazione, dicendo a Tom che sente qualcosa, corre dentro e apre la porta per trovare uno sciame di insetti. Tom gli dice di non aprire, ma Ryan apre comunque e va in panico per cercare la sua pistola dopo aver visto gli insetti, invece di chiudere subito la porta. Ryan inciampa e cade a terra ed è divorato in pochi secondi dagli insetti.
- Drew (stagione 5), interpretato da Terry Lewis.
È un sopravvissuto all'invasione, che in precedenza viveva in un ghetto espheni con sua figlia fino alla distruzione della centrale elettrica.
- Beth (stagione 5), interpretata da Michelle Sabat e doppiata da Silvia Avallone.
È una sopravvissuta all'invasione, che in precedenza viveva in un ghetto espheni fino alla distruzione della centrale elettrica.
- Rob (stagione 5), interpretato da Michael Smith, doppiato da Goffredo Dominici.
Era un sopravvissuto all'invasione, che in precedenza viveva in un ghetto di espheni fino alla distruzione della centrale elettrica.
- Isabella (stagione 5), interpretata da Catalina Sandino Moreno, doppiata da Francesca Manicone.
Una delle sopravvissute del ghetto espheni di Charleston. Intraprende brevemente una relazione con Hal.
- Ken (stagione 5), interpretato da Noel Johansen.
Un sopravvissuto all'invasione che viveva in un ghetto espheni fino alla distruzione della centrale elettrica. Ken si è unito al gruppo di Pope dopo che questo lo ha salvato. Viene ucciso da Pope.
- Martin (stagione 5), interpretato da Todd Weeks, doppiato da Luca Ciarciaglini.
Era un sopravvissuto all'invasione e poi membro del 2º Reggimento della Milizia del Massachusetts. Era un ex biochimico, ed è essenziale nel modificare la superarma dei Dornia in modo che non nuocesse all'umanità. 
Dopo l'invasione, Marty ha cercato di proteggere sua moglie e i suoi due figli.  Ma Marty non è stato in grado di proteggerli e la sua famiglia è stata uccisa dagli skitter. Poi Marty si è vendicato e ha ucciso gli skitter che hanno ucciso la sua famiglia.
- Willie McComb (stagione 5), interpretato da Timothy Webber e doppiato da Pietro Biondi.
Un sopravvissuto dell'invasione che attualmente vive in una fattoria di 100 acri, con la sua famiglia, al sicuro dagli alieni. La ragione per cui gli alieni non hanno attaccato la fattoria è per la copertura degli alberi;per sopravvivere intrappola conigli e scoiattoli, cattura pesci nel torrente vicino e prende l'acqua dalla sorgente. 
Willie possiede un generatore di gas nella fattoria, gas che ha accumulato prima dell'invasione. Willie e Alicia hanno tenuto lontana la guerra dai bambini e hanno visto solo poche esplosioni di missili nell'aria.
- Alicia (stagione 5), interpretata da Chelah Horsdal e doppiata da Barbara De Bortoli.
Una sopravvissuta all'invasione. È figlia di Willie. Ha conosciuto suo marito durante l'ultimo anno scolastico. Il marito di Alicia era un paracadutista e morì in Afghanistan. Anche sua madre morì per ragioni sconosciute, e così Alicia e i suoi figli si trasferirono nella fattoria di suo padre.
- Kyle (stagione 5), interpretato da Brendan Meyer e doppiato da Tito Marteddu.
Un sopravvissuto dell'invasione che attualmente vive in una fattoria, con sua madre Alicia e suo nonno Willie. È il primogenito dei due fratelli: Zach e Jessica.
- Zach (stagione 5), interpretato da Dean Petriw e doppiato da Andrea Sbrolla.
Un sopravvissuto dell'invasione e attualmente vive in una fattoria, con sua madre Alicia e suo nonno Willie. È il secondo figlio di Alicia, oltre a Kyle e Jessica.
- Jessica (stagione 5), interpretata da Dakota Guppy e doppiata da Agnese Ferraro.
Una sopravvissuta dell'invasione e attualmente vive in una fattoria, con sua madre Alicia e suo nonno Willie. È la terza figlia di Alicia, oltre a Kyle e Zach.
- Katie Marshall (stagione 5), interpretata da Melora Hardin e doppiata da Sabrina Duranti.
È stata una sopravvissuta dell'invasione e un soldato dell'esercito americano. Era una vecchia collega e fiamma del colonnello Daniel Weaver, comandò la quattordicesima Virginia e comandò una base militare funzionale nel Norfolk, dopo l'invasione iniziale della Terra da parte degli espheni. Tre anni dopo l'invasione, Marshall fu uccisa dagli Espheni in un'imboscata e un clone la sostituì come comandante della 14ª Virginia.
- Zak Kagel (stagione 5), interpretato da Matt Bellefleur, doppiato da Marco Giansante
Era un sopravvissuto dell'invasione e un soldato della 14ª Virginia. Vivendo in una società militarista, Kagel ha imparato a prendere ciò che vuole con la forza.
- Secondo Tenente Demarcus Wolf (stagione 5), interpretato da Daren A. Herbert e doppiato da Nanni Baldini.
È un sopravvissuto dell'invasione e soldato della 14ª Virginia. Wolf è un leale soldato del capitano Marshall, poiché gli deve la vita. Wolf fu il primo soldato ad aiutare il 2º Reggimento della Milizia del Massachusetts, raccogliendo soldati che erano contrari a quello che stava facendo il 14° Virginia. Wolf fu catturato e processato come traditore, ed è stato condannato a morte, tuttavia il 14° Virginia non ha sparato. In seguito si è sacrificato per distruggere un nido di cuccioli espheni per salvare l'ultimo della milizia.
- Tenente Shelton (stagione 5), interpretato da Bob Frazer e doppiato da Mauro Gravina.
Era un sopravvissuto dell'invasione e un soldato della 14ª Virginia. Shelton lasciò sua moglie e due figli, Giona e Tommy in un luogo fuori dalla griglia prima di unirsi alla guerra contro gli alieni.
- Private Gray (stagione 5), interpretato da Harrison MacDonald e doppiato da Stefano Annunziato.
È un sopravvissuto dell'invasione e un soldato nella 14ª Virginia. Private Gray è fedele al 14° e segue tutti gli ordini che gli vengono impartiti.
- Stokes (stagione 5), interpretato da Jeremy Schuetze.
È un sopravvissuto dell'invasione e un soldato nella 14ª Virginia. Stokes era uno dei soldati che metteva in discussione gli obiettivi della caccia ai collaboratori invece di combattere gli alieni.
- Tenente Williams (stagione 5), interpretato da Seth Whittaker e doppiato da Stefano Annunziato.
È un sopravvissuto dell'invasione e un soldato nella 14ª Virginia. Williams era uno dei soldati che metteva in discussione gli obiettivi della caccia ai collaboratori invece di combattere gli alieni.
- Franklin (stagione 5), interpretato da Jason Day e doppiato da Luca Pernisco.
È un sopravvissuto dell'invasione e un soldato nella 14ª Virginia. Franklin era uno dei soldati che metteva in discussione gli obiettivi della caccia ai collaboratori invece di combattere gli alieni.
- Goodman (stagione 5), interpretato da Doron Bell Jr..
È un sopravvissuto dell'invasione e un soldato nella 14ª Virginia. Goodman era uno dei soldati che metteva in discussione gli obiettivi della caccia ai collaboratori invece di combattere gli alieni.
- Morales (stagione 5), interpretato da Nigel Vonas e doppiato da Gabriele Vender.
È un sopravvissuto dell'invasione e un soldato nella 14ª Virginia. Morales fa la guardia in infermeria. Quando Anne Mason prende in uno dei cassetti e tira fuori un oggetto, Morales le dice rapidamente di posarlo. Trevor Huston gli dice che è solo uno stetoscopio.
- Victor (stagione 5), interpretato da Tony Morelli.
È un sopravvissuto dell'invasione che viveva in un ghetto degli espheni fino alla distruzione della centrale elettrica e possibile membro del gruppo di Pope. Victor deve combattere all'ultimo sangue per il piacere di Pope. Il combattimento vede protagonisti lui e un altro uomo, Lawrence Biggs. Victor morde Lawrence quando si gira di schiena, lo fa arretrare tra le rocce e lo fa cadere a terra. Pope gli ordina di finirlo, ma Victor si rifiuta e si gira per andarsene. Pope allora lancia la pistola a Lawrence, che spara immediatamente in testa a Victor.
- Lawrence Biggs (stagione 5), interpretato da Chad Riley.
È un sopravvissuto dell'invasione, che viveva in un ghetto degli espheni fino alla distruzione della centrale elettrica. È un membro del gruppo di Pope. Lawrence combatte in uno scontro mortale con un altro sopravvissuto, Victor.  Nel combattimento Lawrence viene gettato a terra. Victor si rifiuta di finire Lawrence quando Pope glielo ordina. Pope punta la pistola contro Lawrence per sparargli, ma poi gliela lancia. Lawrence allora afferra la pistola e spara a Victor in testa.
- Figlia della regina degli espheni
Millecinquecento anni fa, la figlia della regina degli espheni guidò un'invasione della Terra. L'invasione fallì poiché gli umani di quel tempo erano più forti di quanto gli espheni realizzassero. La figlia della regina fu uccisa e l'invasione fu respinta, ma la regina giurò di annientare l'umanità per vendicarsi della morte di sua figlia, e ordinò una seconda invasione della Terra nel presente.
- Regina degli espheni, interpretata da Tricia Helfer (solo voce) e doppiata da Sonia Scotti.
Regina dell'intera razza espheni. Ha ordinato le due invasioni della Terra, la seconda delle quali per vendicare la morte della figlia. Dopo aver sentito che la Terra era stata quasi del tutto conquistata è venuta a supervisionare l'occupazione di persona. 
Tra le rovine del Lincoln Memorial, la regina si è trovata faccia a faccia con Tom Mason e gli ha narrato la storia degli espheni con la Terra. Mentre la regina svuotava Tom del suo sangue, questa si era infettata con l'arma biologica Dornia. Il virus dell'arma in questione è passato dal sangue di Tom a quello della regina, uccidendola. Quando la regina è morta, anche la sua razza è morta con lei a causa di una connessione biologica tra la regina e gli espheni che causava il passaggio del virus anche a loro.
- Jickjack interpretato da Scott McNeil, doppiato da Massimo Di Rollo.
- Naftalina interpretato da Hugo Ateo, doppiato da Marco Castellani.
- Enos Ellis  interpretato da Jeff Fahey, doppiato da Pasquale Anselmo.
- Joe Butterfield interpretato da D. Harlan Cutshall, doppiato da Stefano Starna.
- Dottore interpretato da Jason Verner, doppiato da Dario Borrelli.

## Razze aliene

### Skitter
Gli Skitter sono creature tra l'umano e l'insetto apparentemente intelligenti asservite dagli Espheni, che servono come truppe di terra e comandanti di livello inferiore delle loro operazioni. All'inizio, si pensava che fossero responsabili dell'invasione della Terra. 
Si muovono rapidamente su sei zampe, attaccano con artigli formidabili e possiedono un esoscheletro resistente. 
Gli Skitter sono funzionalmente notturni e comunicano usando le onde radio. Sono in grado di usare i bambini impiantati per comunicare con gli umani. I bambini impiantati si riferiscono a loro come "guardiani". 
Secondo Rick Thompson gli Skitter respingono moralmente il concetto di danneggiare la propria specie, un tratto che sembra essere stato impiantato dagli Espheni. 
Durante un'autopsia Anne e Lourdes trovano un impianto sotto l'esoscheletro di uno skitter, scoprendo che gli Skitter sono soggetti asserviti degli Espheni. 
Gli Skitter sono stati in passato un diverso tipo di forma di vita, poiché l'impianto modifica geneticamente l'ospite. Nell'episodio "Nebbia mortale", infatti, viene rivelato che gli Skitter sono le forme mutate di una razza chiamata Dornia, che si credeva essere stata completamente spazzata via dagli Espheni. Tuttavia, almeno uno di loro sembra essere sopravvissuto e sta comunicando con Tom. 
Nell'episodio "Un nuovo mondo" gli Skitter insieme a tutte le razze espheni sono state spazzate via dall'arma biologica Dornia. 
Sono in grado di comandare macchine umanoidi bipedi e astronavi, anche se queste macchine da guerra non hanno alcun tipo di pilota. 
Nell'episodio "Mondi a parte" si vede uno Skitter che usa un'arma simile a un pungolo per il bestiame. Questa è l'unica arma che viene esplicitamente vista e menzionata come utilizzata dagli Skitter.

### Impianti
Gli Impianti o chemlock sono organismi biomeccanici usati/creati dai supremi (gli Espheni) per controllare altre specie. Dopo gli attacchi iniziali sulla Terra, gli Skitter hanno iniziato a rapire i bambini e a collocare ciò che gli umani definiscono "impianti" a ciascuna delle loro schiene. 
I contatti dell'impianto appaiono di natura biomeccanica e aderiscono al midollo spinale del bambino, che da quel momento in poi può essere controllato dagli Skitter e dagli Espheni. Sembra che il controllo sia collegato alla comunicazione basata sulle onde radio degli alieni. 
Gli impianti fanno assumere forza e sensi sovrumani, rilasciano oppiacei e modificano il DNA ospite per trasformarlo in qualcosa di simile agli Skitter. 
Quando gli Impianti sono attaccati a un bambino, gli Skitter sono in grado di comunicare e controllare il soggetto, manipolandolo a piacimento. Non è chiaro se questa abilità sia dovuta all'impianto, agli oppiacei che rilascia, alle abilità degli Skitter o dei supremi, o a qualche combinazione di questi elementi. Ciò che è chiaro però è che questa connessione rimane anche una volta ucciso un chemlock e rimossa la sua parte superiore, sebbene con efficacia limitata. A prova di questo, si può notare alla fine di "Prigioniero di guerra" che lo skitter e Rick (appena catturati) si svegliano nello stesso momento. Durante il resto della stagione, Ben e Rick, che hanno indossato i loro impianti più a lungo degli altri bambini, continuavano a mostrare segni di diversità. 
All'inizio gli effetti dell'indossare un impianto sono minimi: oltre alla perdita della volontà, i bambini impiantati hanno apparentemente migliorato la salute e la vitalità, dato che Rick guarisce dalla fibrosi cistica, e Ben dimostra di riuscire a fare centodue flessioni o saltare la corda continuamente per oltre tre ore. Ben indica anche che, mentre viene sfruttato, il tempo viene vissuto in modo diverso da come gli esseri umani lo percepiscono normalmente, e che c'è una sensazione di "come se qualcuno stesse pensando con te". Ci sono anche cambiamenti fisici come la pelle ruvida e scolorita, e questi cambiamenti aumentano nel tempo.

### Espheni
Gli Espheni, conosciuti anche come supremi (maschi) e regine (femmine), sono una razza aliena e gli apparenti architetti dell'invasione della Terra. 
Gli Espheni divennero, in qualche momento, conquistatori dello spazio per garantire la sopravvivenza della loro specie, mettendosi in conflitto con altre specie nell'universo. 
Esperti in ingegneria meccanica e biologica, usano impianti per controllare gli umani e gli skitter - i loro soggetti schiavizzati - e sembrano aver progettato le proprie armi avanzate. 
La prima specie ad essere attaccata dagli Espheni fu quella dei Dornia, i cui esseri furono ridotti in schiavitù e mutati, tramite impianti, nei primi Skitter. 
Nonostante la loro vittoria nella guerra, gli Espheni svilupparono un forte timore dei membri sopravvissuti della razza Dornia, e lasciarono la loro galassia per raccogliere tutte le risorse per combattere contro di loro. La loro crociata li ha portati ad invadere diversi mondi, incluso il pianeta natale dei Volm. 
Nel 2011, gli Espheni sono tornati sul pianeta Terra dove hanno organizzato un'invasione del pianeta, sterminando la maggior parte della specie umana. Mesi dopo l'invasione iniziale, tuttavia, gli Espheni hanno iniziato una nuova guerra, dando tempo agli umani superstiti di organizzare una resistenza contro di loro, ed hanno dovuto affrontare diversi nuovi nemici come gli Skitter ribelli a cui si unirono i loro nemici secolari, i Volm e, pochi anni dopo, i loro antichi nemici, i Dornia. 
Durante uno scontro tra il leader della resistenza Tom Mason e la regina degli Espheni tra le rovine del Lincoln Memorial, l'umano riesce a contagiare la regina con l'arma biologica dornia, uccidendola. La morte della regina colpisce l'intera razza degli Espheni che viene spazzata via.

### Volm
I Volm sono una specie aliena e rappresentano uno dei più grandi nemici degli Espheni. Quando questi hanno invaso il loro pianeta natale, i Volm sono scappati con una flotta nello spazio aperto e sono diventati una società militarista, dedita a impedire ai loro nemici di fare ad altre specie ciò che era stato fatto a loro, e liberare altri mondi dal controllo degli Espheni. 
Sette mesi dopo il loro arrivo sulla Terra, i Volm sono ridotti a un quarto della loro popolazione originaria, e passano la maggior parte del tempo in una torre costruita da loro. 
Hanno potenziato alcune armi del primo arsenale dell'Esercito Continentale. Hanno segretamente costruito un cannone capace di distruggere la nave madre. Hanno anche dato alla resistenza una macchina in grado di rimuovere in modo sicuro i contatti interni di un impianto senza danneggiare il bambino ospite. Tuttavia, alcuni umani sono scettici riguardo alle intenzioni dei Volm. 
Con una talpa non specificata a Charleston, infatti, alcuni uomini hanno piazzato una bomba nel bunker dei Volm, distruggendo apparentemente il cannone che avevano costruito e uccidendo tutti i Volm all'interno, tranne Cochise. 
I Volm sono una specie umanoide che ha una grande somiglianza con i mammiferi terrestri, in particolare i pipistrelli, ma possiedono la pelle di rettile. Rispetto agli Espheni e agli Skitter, i Volm mostrano una forte somiglianza con gli umani, ma allo stesso tempo differiscono da essi in molti modi.

### Mech
I Mech sono droni robotici bipedi che combattono insieme agli Skitter. Sono stati progettati apparentemente dagli Espheni. I mech distrutti sono interamente meccanici, quindi non esiste un "pilota" al loro interno. 
Gli operatori che controllano i mech possono metterli in modalità guardia / pattuglia, impartire ordini speciali violando il loro protocollo abituale e assegnare obiettivi prioritari. Questi comandi sono eseguiti anche se il comandante è morto, il che implica che hanno un'intelligenza artificiale primitiva che consente loro, in qualche misura, di pensare da soli. 
Sembra che gli umani impiantati possano anche comandare i mech come quando Karen Nadler ordinò a un mech di uccidere Boon (ciò implica che i bambini impiantati abbiano un sistema di gradi militari). Tuttavia, ciò potrebbe essere dovuto alla speciale connessione di Karen con il suo supremo. 
I mech producono un distinto gemito meccanico ogni ora e per ragioni sconosciute.

### Mega Mech
I Mega Mech sono un modello avanzato di mech schierati dagli Espheni. Non vengono mostrati per la maggior parte della guerra, infatti compaiono solo nella terza stagione per piegare la resistenza globale. 
Di solito sono riservati a specie più avanzate degli umani, ma vengono usati a causa del continuo successo delle forze umane. 
I Mega Mech vengono per la prima volta incontrati dalla Seconda Massachusetts durante un normale raid della resistenza: nonostante il successo iniziale della resistenza, questa subisce un'imboscata alle spalle quando due Mega Mech emergono dal terreno e attaccano, uccidendo diversi membri della resistenza le cui armi non hanno alcun effetto sui Mega Mech. 
Vengono comunque salvati dall'arrivo tempestivo di Tom e Cochise che distruggono entrambi i robot con colpi a ripetizione delle loro armi a tecnologia Volm. 
I Mega Mech sono abbastanza rari, ma diventano più comuni con il progredire della serie. Con la distruzione della centrale energetica degli Espheni, i Mega Mech non hanno più abbastanza energia per spostarsi. Come i Mech standard, i Mega Mech sono stati creati dagli Espheni e probabilmente sono stati usati in battaglia contro altre razze aliene come i Volm, il che spiega la loro familiarità con questi robot. 
Un mega mech è due volte più alto di un normale mech, ma ha il suo stesso colore metallico. Inoltre, il Mega Mech è bipede come un mech standard, ma è più potente, più spaventoso e molto più difficile da distruggere. 
I mech standard hanno solo un braccio con arma da fuoco, mentre l'altro braccio termina con una mano manipolatrice utilizzata nelle missioni di esplorazione. I Mega Mech, al contrario, non hanno nient'altro che pistole all'estremità di ciascuna delle loro braccia: sono progettati per il puro combattimento.
 Inoltre sono equipaggiati con due cannoni al plasma montati sulle spalle e due sulle "braccia" inferiori. Una terza serie di "armi" posizionate tra i cannoni viene utilizzata come lanciarazzi. 
Alcuni Mega Mech sono in grado di passare dai cannoni al plasma ai lanciafiamme. 
Due delle braccia possono essere ripiegate sulla schiena quando sono in modalità di transito. 
I Mega Mech hanno anche una testa umanoide chiaramente definita, che i mech standard non possiedono, forse indicando un pacchetto sensoriale più avanzato.

### Crawlies
I Crawlies sono creature apparentemente al servizio degli Espheni. Sono schierati quando gli Espheni hanno bisogno di infiltrarsi in una posizione per prenderla di sorpresa, invece di sferrare i loro assalti frontali, più tipici.
I Crawlies hanno caratteristiche vagamente aracnidi (anche se con sei arti simili a insetti anziché otto). Hanno all'incirca le dimensioni di una mano umana e sono di un grigio tenue con strisce blu lungo il busto. Hanno due occhi piccoli e una testa piatta con una struttura a bocca larga simile a quella di uno Skitter. Queste mascelle sono abbastanza forti da mangiare attraverso il metallo.

### Verme Oculare
I Vermi Oculari, detti anche sonde degli espheni o bug, sono piccoli parassiti biomeccanici a forma di insetto a sei zampe che devono i loro soprannomi al fatto di nascondersi dietro i bulbi oculari delle loro sfortunate vittime. 
Sono lunghi due pollici e pesano molto poco. Hanno una bocca a imbuto, circondata da denti.
I Vermi Oculari sembrano essere multifunzionali e progettati per tracciare le posizioni delle persone. Possono anche influenzare le menti delle loro vittime in quanto sono in grado di lasciare il loro nascondiglio, entrare da un orecchio e raggiungere il cervello dell'ospite, manipolandolo. Quando viene rimosso, il verme si arriccia in una palla difensiva. Queste piccole entità aliene hanno anche la capacità di volare e di mangiare attraverso il vetro. Una volta entrato dall'orecchio, il Verme Oculare risiede solitamente nella corteccia cerebrale dell'ospite/vittima. 
In seguito si è scoperto che il bug può essere rimosso usando un Hunter-Killer, un dispositivo sviluppato dagli Skitter ribelli. L'Hunter-killer però è pericoloso, infatti, se si usa su un soggetto privo di verme, questo muore. I Vermi Oculari sono programmati geneticamente da coloro che li impiantano nell'ospite. E possono essere comandati solo da chi li impianta.

### Calabrone nero
Il Calabrone Nero è uno Skitter altamente evoluto con la capacità di volare. È di grosse dimensioni e, a differenza dei loro parenti meno evoluti, ha gli occhi blu, quattro ali e una coda allungata. La sua coda è prensile e incredibilmente forte e gli permette di poter trasportare senza sforzo un uomo adulto nel cielo.

### Wasper
I Wasper sono insetti composti da parti di Skitter, Espheni, Calabroni Neri e umani. In particolare hanno ali simili a quelle dei Calabroni Neri, gambe identiche a quelle degli Skitter, braccia come quelle degli Espheni e occhi come quelli degli umani. Sono stati creati ed usati dagli Espheni come arma e sono stati sparsi su tutta la Terra. 
Più intelligenti degli insetti normali, sanno come aggirare gli ostacoli. Quando sono in sciami possono divorare la pelle e i muscoli degli esseri umani in pochi secondi. Di solito viaggiano in gruppo e rimangono tranquilli, ma scattano subito se si accorgono della presenza di un essere umano. Sembrano carnivori e si schierano in gran numero per attaccare tutti insieme. 
Inoltre non sono facilmente eliminabili a causa delle loro dimensioni ridotte e della loro velocità, ma è possibile accecarli.

### Dornia
I Dornia, nominati per la prima volta nell'episodio "L'occhio", sono una razza aliena che ha spinto gli Espheni a fuggire dalla loro galassia di origine alla Via Lattea. Sono indirettamente responsabili dell'invasione della Terra, della guerra fra Volm ed Espheni e dell'asservimento degli Skitter. 
Inoltre, stando alle spiegazioni di Cochise, sono la prima specie asservita dagli Espheni e mutata negli Skitter. 
Secondo il supremo Scorch, i Dornia si stanno avvicinando rapidamente al Sistema Solare. 

Nella serie un Dornia appare a Tom quando quest'ultimo finisce ai confini del Sistema Solare: in quest'occasione il Dornia crea una stanza che imita la camera da letto di Tom a Boston. E riporta Tom sulla Terra, iniziando a guidarlo contro gli Espheni. Gli rivela anche che è l'ultimo della sua razza e crede che Tom possa aiutarlo a spazzare via gli Espheni e a vendicare il genocidio della specie Dornia. 
Inoltre il Dornia dà a Tom un'arma biologica che, se usata sulla regina Espheni, spazzerà via anche tutti i supremi. Mentre l'arma si rivela essere letale anche per gli umani, Martin riesce a modificarla in modo che non lo sia. Ma Anne Mason sospetta che il Dornia stia solo usando gli umani ed è per questo che ha reso l'arma letale anche per gli umani, mentre Cochise suggerisce che, semplicemente, non si è reso conto di averlo fatto. 
Nell'episodio finale della serie "Rinascita", Tom riesce a usare l'arma biologica sulla regina Espheni che muore. La sua morte uccide l'intera razza Espheni che è collegata a lei attraverso un legame biologico. 
Una volta che tutti gli Espheni sono morti, Tom ritorna in spiaggia, portando il cadavere di Anne che era incinta e supplicando il Dornia di salvarla, come ricompensa per avere realizzato la sua vendetta contro gli Espheni. 
Un attimo dopo, dei tentacoli emergono dall'oceano e trascinano Anne negli abissi. Poi il Dornia fa risorgere Anne, riportando lei e il suo bambino non ancora nato a Tom. Non si sa cosa succede all'alieno dopo quest'episodio.

## Tecnologia aliena

### Tecnologia Espheni
A differenza della tecnologia umana, la tecnologia degli espheni è soprattutto biomeccanica.
- Navi madre: sono strutture costruite dagli Espheni. Sono abitazioni per skitter, mech, mega mech e supremi. Sono pesantemente sorvegliate e fortificate. Ci sono migliaia di queste strutture nelle principali città di tutto il mondo. Viene scoperto che sono strutture difensive progettate per impedire alle astronavi nemiche di entrare nell'atmosfera di un pianeta attraverso l'attivazione di una griglia di difesa. Queste navi, infatti, una volta attivate, creano una griglia di energia in grado di impedire alle astronavi nemiche di entrare nell'atmosfera, ma l'uso prolungato può irradiare e distruggere tutta la vita del pianeta in tre mesi. Osservandoli bene, si nota che le quattro "braccia" sporgenti assomigliano a quelle di una portaerei.
- Lama del polso esphena: viene utilizzata dai supremi in caso di combattimento ravvicinato. Sembra fatto di un metallo sconosciuto. È possibile che tutti gli Espheni portino queste lame nel caso in cui si sentano in pericolo.
- La Griglia: è una difesa planetaria degli Espheni, costituita da una serie di fasci di energia creati e collegati alle navi madre, che fungono da nodi situati in molte grandi città in tutta la Terra. La griglia è estremamente fragile, infatti, la distruzione di una sola astronave madre può causare la disattivazione dell'intera rete.
- Obelischi: sono una tecnologia usata per intrappolare gruppi di nemici e vengono fatti cadere dalle astronavi. Le potenziali vittime sono circondate al primo impatto dai Mega Mech fino a quando il recinto laser emesso dagli Obelischi circonda completamente il nemico. Il contatto con i laser provoca la disintegrazione della vittima. Sembrano essere una variante più debole e più piccola della griglia difensiva degli Espheni.
- Beamer: sono degli aeromobili biomeccanici/veicoli spaziali utilizzati direttamente dagli Espheni per attacchi aerei e combattimenti aerei/spaziali. Vengono utilizzati anche dagli Skitter come veicoli mortali progettati per il supporto aereo a corto raggio e a lungo raggio alle loro truppe di terra. Possono essere attivati da collaboratori umani, utilizzando il fischio scout. Il fischio, infatti, accende i motori del veicolo che si reca automaticamente nel luogo di emissione del fischio stesso. I beamer attivati bombardano automaticamente il luogo in cui sono stati inviati prima di disattivarsi. Possono essere pilotati manualmente attraverso una console che si apre, se viene premuta una sequenza di pulsanti, all'interno dell'astronave.
- Shadow Plane: è un mezzo di comunicazione telepatica per Espheni su lunghe distanze. Gli utenti entrano nel beamer, raccogliendo un po' di sporcizia nella loro mano e stringendo finché la mano non diventa rossa. Sull'astronave, l'utente non sempre prende una forma. Gli Espheni hanno un dispositivo fisico che può essere usato per connettersi telepaticamente fra loro. Mentre è letale per i comuni umani, le persone un tempo impiantate possono usare il dispositivo e capire gli Espheni, ma dopo due minuti di utilizzo la loro temperatura corporea aumenta di molto. L'uso prolungato del dispositivo è dannoso anche per i soggetti ancora impiantati.

### Tecnologia Volm
È più avanzata di quella degli umani. Ed è molto più efficace nel combattere gli Espheni.
- Astronave Volm: sono i veicoli spaziali dei Volm. Arrivano durante una tempesta di fulmini e causano un suono acuto prima di apparire. Una volta atterrati, una porta si apre permettendo ai Volm all'interno di uscire dall'astronave.
- Armatura Volm: copre l'intero corpo, tranne le mani. È composta principalmente da metallo.
- Granata Volm: è un'arma usata per combattere i mech. La granata può essere incollata su superfici lisce e sparata contemporaneamente. Quando vengono sparate, le granate emettono onde blu che disorientano e disattivano i mech.
- Cannoni potenziati Volm-tech: sono pistole umane modificate dalla tecnologia volm. Una volta modificate, sparano proiettili a luce blu che sono più potenti, più efficaci e più mortali di un proiettile normale.
- De-Harnessing Machine: è progettata per rimuovere in sicurezza l'impianto. Non è automatica e richiede un operatore che deve inserire le mani nei fori del dispositivo di rimozione. Il dispositivo di rimozione utilizza una qualche forma di elettricità per distruggere le connessioni che l'impianto ha con l'ospite. Questo macchinario consente di estrarre le fibre e sradicare il nucleo dell'impianto senza danneggiare il midollo spinale o il cervello dell'ospite.
- Cannone Volm: è un dispositivo che viene costruito sottoterra dai Volm. iI dispositivo è "eccessivo" perché immagazzina più energia di quanto sia necessario per alimentare "l'armatura al plasma" della macchina.
- Volm Rocket Launcher: è un'arma simile a un lanciarazzi umano che è efficace nell'affrontare i fasci espheni. Quest'arma è in grado di lanciare come proiettile un razzo a emissione di luce blu. Questo razzo si divide in molti più piccoli che cercano e distruggono (non solo danneggiano) i nemici.
- Binocolo Volm: sono utilizzati con una sola mano e prevedono luci blu e incandescenti.
- Trasmettitore Volm: è usato per visualizzare tutti i movimenti delle truppe Espheni su una mappa olografica. Manipolando le correnti verdi visibili con le mani, si può configurare la mappa per mostrare le pattuglie nemiche in tempo reale.
- Scanner Volm: è simile ad un tablet elettronico multifunzionale utilizzato per monitorare l'attività degli Espheni. Si usa per analizzare le frequenze degli Espheni, ossia i "fischi da scout", per scovare i Mech o gli Skitter rimasti.
- Volm Interactive Global: è un generatore di ologramma globale interattivo in 3D.

## Produzione
Nel maggio 2009 TNT annunciò di aver acquisito un progetto senza titolo che avrebbe riguardato un'invasione aliena. Robert Rodat sceneggiò l'episodio pilota, basandosi su un'idea concepita da Steven Spielberg e da Rodat stesso. Nel gennaio 2010 TNT ordinò una prima stagione di 10 episodi, programmata per debuttare nel giugno 2011.
Noah Wyle, che lavorò con TNT per la serie di film The Librarian, ricevette le sceneggiature di diversi nuovi show del network. L'attore ha dichiarato che la scelta di Falling Skies venne fatta dai suoi figli, che gli consigliarono di «fare il cacciatore di alieni».
L'episodio pilota venne girato nel 2009, mentre il resto della stagione tra il luglio e il novembre dell'anno seguente, a Toronto, in Canada.
Inizialmente la serie si chiamava Concord. Il titolo Falling Skies fu poi cambiato da Spielberg perché offrisse maggiormente l'idea di quello che accade nella serie TV alla Terra dopo l'invasione aliena. La storia sostanzialmente inizia dopo l'avvenuta conquista della Terra da parte degli alieni e questa è la particolarità della serie, che si colloca perciò anche nel genere post-apocalittico. Come in E.T. e in The Pacific, Spielberg sviluppa temi come la famiglia e la fratellanza all'interno della serie. Egli stesso ha commentato che questi sono temi che gli stanno particolarmente a cuore e di cui ha fatto personalmente esperienza, dal momento che ha sette figli e tre sorelle.

## Promozione
Ogni due settimane, nel sito ufficiale della serie è stato pubblicato un fumetto online che segue le vicende dei personaggi nelle settimane appena dopo l'invasione aliena; la trama del fumetto si conclude dove inizia quella della serie televisiva. Il fumetto è stato pubblicato da Dark Horse Comics; il 13 luglio 2011 è stato pubblicato un fumetto di 104 pagine.
Sul sito sono inoltre presenti alcuni video che approfondiscono le vite dei personaggi.

## Accoglienza
Falling Skies ha ricevuto recensioni miste, tendenzialmente positive. Sul sito Metacritic la prima stagione della serie ha raggiunto un punteggio di 71/100 basato su 27 recensioni, indicando un'«accoglienza generalmente favorevole».
Tim Goodman dell'The Hollywood Reporter ha dichiarato che «il valore di intrattenimento e la suspense di Falling Skies segnano il giusto ritmo. Si ha la sensazione che le risposte arriveranno prima o poi. E ciononostante, fa venir voglia di vedere immediatamente l'episodio successivo». Thomas Conner del Chicago Sun-Times l'ha definito «un fidato dramma familiare, ma con gli alieni». Ha inoltre detto che è «come se Jericho incontrasse V, prendendo il buono da entrambi e ignorando il resto». Ken Tucker di Entertainment Weekly ha dato alla serie una B+, commentando «uno sviluppo graduale rende Falling Skies una serie di fantascienza coinvolgente». In una recensione per il Boston Herald, Mark A. Perigard ha votato la serie con una B, dicendo che «Falling Skies potrebbe diventare un'ossessione estiva».
Su Variety, Brian Lowry ha affermato di aver apprezzato le sequenze d'azione, ma che «gli elementi più melliflui fanno per lo più fiasco», e ha definito la serie «spiacevolmente antiquata».
Mike Hale del The New York Times l'ha definita una serie «media», «buona nell'azione, un po' confusa nelle idee». Ha aggiunto che «il tono è placido e leggermente monotono, come se stessimo guardando la famiglia Walton alla fine del mondo».
Hank Steuver del The Washington Post ha criticato la recitazione degli attori, scrivendo che «la serie è rallentata da numerose interpretazioni legnose, inclusa quella di Wyle». Ha inoltre dichiarato di essersi trovato a «fare il tifo per gli alieni, cosa che non può essere stata nelle intenzioni degli autori».
Su The Miami Herald, anche Glenn Garvin ha criticato la recitazione, affermando che «il cast di Falling Skies sembra essere poco convinto e poco convincente». Garvin ha indicato Sarah Carter come unica eccezione al suo giudizio, e ha aggiunto che Spielberg ha «toccato il fondo» con questo «family drama».
Il doppio episodio pilota di 81 minuti è stato seguito da quasi 6 milioni di telespettatori, superando gli ascolti record di The Walking Dead, che andò in onda su AMC il 31 ottobre 2010.